# OFC 챔피언스리그
OFC 챔피언스리그(OFC Champions League)는 오세아니아 축구 연맹에 소속된 국가의 축구 리그 우승 팀이 참가하는 오세아니아의 클럽 축구 대회이다. OFC 챔피언스리그는 2007년에 이전의 오세아니아 클럽 챔피언십(Oceania Club Championship)을 대신하여 첫 시즌이 시작되었다.

## 오세아니아 클럽 챔피언십
오세아니아 클럽 챔피언십은 1999년부터 오세아니아 축구 연맹에 의해 조직되고, 이 대회의 우승 팀은 오세아니아를 대표하여 FIFA 클럽 월드컵에 진출할 수 있는 자격을 얻게 된다. 하지만 2001년 대회의 우승 팀인 울런공 울브스 FC는 대회가 취소되면서 참가하지 못했다.
2006년 대회는 뉴질랜드에서 열렸고, 오클랜드 시티가 우승하였다. 이 대회의 예선전에는 하위 순위의 리그 우승 팀이 참가하여 피지에서 진행되었다.
전통적으로 오세아니아 우승 팀은 본선에 바로 참가하지 못하고 개최국의 우승 팀과의 예선전을 통과해야 본선에 참가할 수 있다. 2007년 FIFA 클럽 월드컵의 본선에 바로 참가하지 못하고 개최국이 일본의 J리그 우승 팀이었던 우라와 레즈가 AFC 챔피언스리그를 우승했기 때문에 AFC 챔피언스리그 준우승 팀이었던 이란의 세파한이 주최국 자리를 받아서 오클랜드 시티와의 예선전을 치렀다. 같은 방식으로 2008년 FIFA 클럽 월드컵에서도 OFC 챔피언스리그의 우승 팀은 개최국인 일본의 J리그 우승 팀이었던 감바 오사카가 AFC 챔피언스리그를 우승했기 때문에 AFC 챔피언스리그에서 감바 오사카 다음으로 좋은 성적을 거둔 애들레이드 유나이티드와 예선 플레이오프를 치러야 했다. 이는 2009년과 2010년에도 적용되어서 개최국 아랍에미리트의 우승 팀과 경기를 하였다.
2009-10 시즌에서는 파푸아뉴기니의 PRK 헤카리 유나이티드가 우승하였다. 2010-11 시즌부터 2017 시즌까지 뉴질랜드의 오클랜드 시티가 대회 7연패를 기록했다.

## 구성

### 예전의 구성 (오세아니아 클럽 챔피언십)
오세아니아 클럽 챔피언십은 한 지역에서 토너먼트 형식으로 이루어진다. 참가 클럽은 네 팀씩 두 개의 조로 나뉘어 경기를 하여 각 조의 상위 두 팀만이 준결승전에 올라가 우승 팀을 가리게 된다.

### 현재의 구성 (OFC 챔피언스리그)
OFC 챔피언스리그에서는 각 축구 협회에서 1~2팀씩 참가한다. 결승에서 승리한 팀은 FIFA 클럽 월드컵에 참가할 자격을 얻게 된다.

#### 2006 ~ 2008-09
세 팀씩 두 개 조로 나뉘어 홈 앤 원정 방식으로 경기를 하게 된다. 각 조의 1위팀이 결승에 올라서 마찬가지로 홈 앤 원정 방식으로 오세아니아의 최강 클럽을 결정한다.

#### 2009-10 ~ 2011-12
이 세 시즌 동안은 참가하는 축구 협회가 7개 축구 협회로 고정되고 네 팀씩 두 개 조로 바뀌었으나 방식에 큰 변화는 없다.
다음 국가들의 축구 협회에서 팀을 참가시킨다:  뉴질랜드(2개 팀 참가),  누벨칼레도니,  바누아투,  솔로몬 제도,  타히티섬,  파푸아뉴기니,  피지.

#### 2012-13
2012-13 시즌부터 대회 방식이 개편되었다. 전 세 시즌 동안 참가하지 못했던 4개 협회에서 한 팀씩 라운드 로빈 방식의 예선 라운드에 참가시킨다. 예선 라운드 우승 팀은 지난 시즌에서 최하위의 성적을 거둔 팀의 협회에 소속된 팀과 플레이오프를 치러서 승리한 팀이 조별 라운드에 참가한다. 조별 라운드는 네 팀씩 두 개 조로 나뉘어 치르되 조 1위 팀이 다른 조의 2위 팀과 홈 앤 원정 방식으로 대결하고 결승전은 단판승부로 치른다.
예비 라운드에 팀을 참가시키는 국가들은 다음과 같다:  사모아,  아메리칸사모아,  쿡 제도,  통가.

#### 2013-14
2013-14 시즌에서 방식이 다시 개편되었다. 4개 협회에서 참가하는 예선 라운드는 그대로 유지되나 조별 라운드 참가 규모를 8개에서 12개로 확대하고, 예선 라운드 우승 팀은 플레이오프 없이 조별 라운드에 합류한다. 조별 라운드는 네 팀씩 세 개 조로 나뉘어서 치르되 조 1위를 차지한 세 팀과 조 2위 팀 중 가장 성적이 좋은 한 팀이 준결승전을 치른다.
조별 라운드에 두 팀을 참가시키는 국가들은 다음과 같다:  뉴질랜드,  바누아투,  타히티섬,  피지.
조별 라운드에 한 팀만 참가시키는 국가들은 다음과 같다:  누벨칼레도니,  솔로몬 제도,  파푸아뉴기니.
예비 라운드에 팀을 참가시키는 국가들은 다음과 같다:  사모아,  아메리칸사모아,  쿡 제도,  통가.

#### 2014-15 ~ 2016
2013-14 시즌과 기본적인 틀은 동일하다. 한 팀씩 참가하는 것을 기본으로 하되, 지난 시즌에서 가장 좋은 성적을 거둔 4개 국가들은 한 팀씩 더 참가한다.
조별 라운드에 팀을 참가시키는 국가들은 다음과 같다:  누벨칼레도니,  뉴질랜드,  바누아투,  솔로몬 제도,  타히티섬,  파푸아뉴기니,  피지.
예비 라운드에 팀을 참가시키는 국가들은 다음과 같다:  사모아,  아메리칸사모아,  쿡 제도,  통가.

#### 2017 ~
2017 시즌부터 조별 라운드의 팀 수가 16개로 늘어나면서 기존에 조별 라운드부터 팀을 참가시킨 국가들은 지난 시즌 성적에 관계없이 두 팀씩 참가한다.
또한, 예비 라운드의 방식은 기존 방식이 유지되지만 2017 시즌부터 예비 라운드 2위 팀도 조별 라운드에 진출하게 된다.
2017 시즌에서는 조 1위만 결선 라운드에 진출했으나, 2018 시즌에서 조 2위도 결선 라운드에 진출하는 것으로 변경되었다.
조별 라운드에 두 팀씩 참가시키는 국가들은 다음과 같다:  누벨칼레도니,  뉴질랜드,  바누아투,  솔로몬 제도,  타히티섬,  파푸아뉴기니,  피지.
예비 라운드에 팀을 참가시키는 국가들은 다음과 같다:  사모아,  아메리칸사모아,  쿡 제도,  통가.

## 대회 결과

### 오세아니아 클럽 챔피언십
| 시즌          | 우승                              | 결과                     | 준우승                          | 장소                           |
| ------------- | --------------------------------- | ------------------------ | ------------------------------- | ------------------------------ |
| 1987 상세정보 | 애들레이드 시티 (오스트레일리아)  | 1 - 1 (연장전) 4 - 1 (p) | 마운트 웰링턴 (뉴질랜드)        | 애들레이드 (오스트레일리아)    |
| 1999 상세정보 | 사우스 멜버른 FC (오스트레일리아) | 5 - 1                    | 난디 FC (피지)                  | 난디/라우토카 (피지)           |
| 2001 상세정보 | 울런공 울브스 (오스트레일리아)    | 1 - 0                    | 타페아 FC (바누아투)            | 포트모르즈비 (파푸아뉴기니)    |
| 2005 상세정보 | 시드니 FC (오스트레일리아)        | 2 - 0                    | AS 마장타 (누벨칼레도니)        | 파페에테 (프랑스령 폴리네시아) |
| 2006 상세정보 | 오클랜드 시티 (뉴질랜드)          | 3 - 1                    | AS 피라에 (프랑스령 폴리네시아) | 오클랜드 (뉴질랜드)            |

### OFC 챔피언스리그
| 시즌             | 우승                                                                         | 결과                                                                         | 준우승                                                                       | 1차전                                                                        | 2차전                                                                        | 참가 팀 수 |
| ---------------- | ---------------------------------------------------------------------------- | ---------------------------------------------------------------------------- | ---------------------------------------------------------------------------- | ---------------------------------------------------------------------------- | ---------------------------------------------------------------------------- | ---------- |
| 2007 상세정보    | 와이타케레 유나이티드 뉴질랜드                                               | 2 - 2 a                                                                      | 4R 일렉트로니컬 바 피지                                                      | 1 - 2 고빈드 파크, 바, 피지                                                  | 1 - 0 마운트 스마트 스타디움, 오클랜드, 뉴질랜드                             | 6          |
| 2007-08 상세정보 | 와이타케레 유나이티드 뉴질랜드                                               | 6 - 3                                                                        | 코사 FC 솔로몬 제도                                                          | 1 – 3 로손 타마 스타디움, 호니아라, 솔로몬 제도                              | 5 – 0 트러스츠 스타디움, 와이타케레 시, 뉴질랜드                             | 9          |
| 2008-09 상세정보 | 오클랜드 시티 뉴질랜드                                                       | 9 - 4                                                                        | 콜로알레 FC 호니아라 솔로몬 제도                                             | 7 – 2 로손 타마 스타디움, 호니아라, 솔로몬 제도                              | 2 – 2 키위티 스트리트, 오클랜드, 뉴질랜드                                    | 8          |
| 2009-10 상세정보 | PRK 헤카리 유나이티드 파푸아뉴기니                                           | 4 – 2                                                                        | 와이타케레 유나이티드 뉴질랜드                                               | 3 – 0 PMRL 스타디움, 포트모르즈비, 파푸아뉴기니                              | 1 – 2 프레드 테일러 파크, 오클랜드, 뉴질랜드                                 | 8          |
| 2010-11 상세정보 | 오클랜드 시티 뉴질랜드                                                       | 6 – 1                                                                        | 아미칼레 FC 바누아투                                                         | 2 – 1 포트빌라 시립 경기장, 포트빌라, 바누아투                               | 4 – 0 키위티 스트리트, 오클랜드, 뉴질랜드                                    | 8          |
| 2011-12 상세정보 | 오클랜드 시티 뉴질랜드                                                       | 3 – 1                                                                        | AS 테파나 타히티                                                             | 2 – 1 키위티 스트리트, 오클랜드, 뉴질랜드                                    | 1 – 0 스타드 루이 가니베, 파, 프랑스령 폴리네시아                            | 8          |
| 2012-13 상세정보 | 오클랜드 시티 뉴질랜드                                                       | 2 – 1                                                                        | 와이타케레 유나이티드 뉴질랜드                                               | 마운트 스마트 스타디움, 오클랜드, 뉴질랜드 단판 승부                         | 마운트 스마트 스타디움, 오클랜드, 뉴질랜드 단판 승부                         | 12         |
| 2013-14 상세정보 | 오클랜드 시티 뉴질랜드                                                       | 3 – 2                                                                        | 아미칼레 FC 바누아투                                                         | 1 – 1 포트빌라 시립 경기장, 포트빌라, 바누아투                               | 2 – 1 키위티 스트리트, 오클랜드, 뉴질랜드                                    | 15         |
| 2014-15 상세정보 | 오클랜드 시티 뉴질랜드                                                       | 1 – 1 (연장전) 4 - 3 (p)                                                     | 팀 웰링턴 뉴질랜드                                                           | ANZ 내셔널 스타디움, 수바, 피지 단판 승부                                    | ANZ 내셔널 스타디움, 수바, 피지 단판 승부                                    | 15         |
| 2016 상세정보    | 오클랜드 시티 뉴질랜드                                                       | 3 – 0                                                                        | 팀 웰링턴 뉴질랜드                                                           | QBE 스타디움, 오클랜드, 뉴질랜드 단판 승부                                   | QBE 스타디움, 오클랜드, 뉴질랜드 단판 승부                                   | 15         |
| 2017 상세정보    | 오클랜드 시티 뉴질랜드                                                       | 5 – 0                                                                        | 팀 웰링턴 뉴질랜드                                                           | 3 – 0 키위티 스트리트, 오클랜드, 뉴질랜드                                    | 2 – 0 데이비드 패링턴 파크, 웰링턴, 뉴질랜드                                 | 18         |
| 2018 상세정보    | 팀 웰링턴 뉴질랜드                                                           | 10 – 3                                                                       | 라우토카 피지                                                                | 6 – 0 데이비드 패링턴 파크, 웰링턴, 뉴질랜드                                 | 4 – 3 처칠 파크, 라우토카, 피지                                              | 18         |
| 2019 상세정보    | 이엥겐 스포르 누벨칼레도니                                                   | 1 – 0                                                                        | AS 마장타 누벨칼레도니                                                       | 스타드 뉘마달리 마장타, 누메아, 누벨칼레도니 단판 승부                       | 스타드 뉘마달리 마장타, 누메아, 누벨칼레도니 단판 승부                       | 18         |
| 2020 상세정보    | 결선 토너먼트가 코로나19 범유행의 여파로 인하여 취소됨에 따라 우승 팀이 없음 | 결선 토너먼트가 코로나19 범유행의 여파로 인하여 취소됨에 따라 우승 팀이 없음 | 결선 토너먼트가 코로나19 범유행의 여파로 인하여 취소됨에 따라 우승 팀이 없음 | 결선 토너먼트가 코로나19 범유행의 여파로 인하여 취소됨에 따라 우승 팀이 없음 | 결선 토너먼트가 코로나19 범유행의 여파로 인하여 취소됨에 따라 우승 팀이 없음 | 18         |
| 2021             | 코로나19 범유행의 여파로 인하여 대회 자체가 취소됨                           | 코로나19 범유행의 여파로 인하여 대회 자체가 취소됨                           | 코로나19 범유행의 여파로 인하여 대회 자체가 취소됨                           | 코로나19 범유행의 여파로 인하여 대회 자체가 취소됨                           | 코로나19 범유행의 여파로 인하여 대회 자체가 취소됨                           | 없음       |
| 2022 상세정보    | 오클랜드 시티 뉴질랜드                                                       | 3 – 0                                                                        | AS 베뉘스 타히티                                                             | 응가후에 리저브, 오클랜드, 뉴질랜드 단판 승부                                | 응가후에 리저브, 오클랜드, 뉴질랜드 단판 승부                                | 14         |
| 2023 상세정보    | 오클랜드 시티 뉴질랜드                                                       | 4 – 2 (연장전)                                                               | 수바 피지                                                                    | VFF 프레시워터 스타디움, 포트빌라, 바누아투 단판 승부                        | VFF 프레시워터 스타디움, 포트빌라, 바누아투 단판 승부                        | 18         |